# ادواردو فلورس
ادواردو فلورس (انگلیسی: Eduardo Flores; ۲۳ آوریل ۱۹۴۴ – ۲۰ ژانویهٔ ۲۰۲۲) بازیکن فوتبال اهل آرژانتین بود.
از باشگاه‌هایی که در آن بازی کرده‌است می‌توان به باشگاه فوتبال نانسی، باشگاه فوتبال تولوز، و باشگاه فوتبال استودیانتس اشاره کرد.